# کریستوفر انویل
کریستوفر انویل (انگلیسی: Christopher Anvil؛ ۱۱ مارس ۱۹۲۵ – ۳۰ نوامبر ۲۰۰۹) یک پدیدآور، و رمان‌نویس اهل ایالات متحده آمریکا بود.